# Hiroaki Matsuyama
Hiroaki Matsuyama (jap. 松山 博明, Matsuyama Hiroaki; * 31. August 1967 in der Präfektur Kyoto) ist ein ehemaliger japanischer Fußballspieler und -trainer.

## Karriere
Matsuyama erlernte das Fußballspielen in der Schulmannschaft der Yamashiro High School und der Universitätsmannschaft der Waseda-Universität. Seinen ersten Vertrag unterschrieb er 1990 bei Furukawa Electric. Der Verein spielte in der höchsten Liga des Landes, der Japan Soccer League. 1991 wechselte er zum Ligakonkurrenten Fujita Industries (Bellmare Hiratsuka). 1993 wurde er mit dem Verein Meister der Japan Football League und stieg in die J1 League auf. Für den Verein absolvierte er 66 Spiele. Im Juni 1995 wechselte er zum Zweitligisten Tosu Futures. 1996 wechselte er zum Ligakonkurrenten Consadole Sapporo. Ende 1996 beendete er seine Karriere als Fußballspieler.

## Erfolge
Furukawa Electric
- JSL Cup

Finalist: 1990
Bellmare Hiratsuka
- Kaiserpokal

Sieger: 1994